# Хандугас
«Хандугас» (баш. Һандуғас — соловей) — известная башкирская народная песня узун-кюй.
Песня «Хандугас» впервые записана в конце 30-х годов XX века.
Зарегистрированы варианты песни в записях К. Ю. Рахимова, Г.3.Сулейманова, Х. Ф. Ахметова, Лебединского. Обработка песни для голоса и фпейты осуществлена Рахимовым.

## Исполнители песни
Песня «Xандугас» входит в репертуар певцов Л. Биктимерова, М. Хисматуллина, М. Гайнетдинова, В. Хызырова и др.

## Использование мелодии
Мелодия песни «Xандугас» использована в опере Н.Пейко «Айхылу»